# PPSj-41
PPSj-41 (Pistolet-Pulemet Sjpagina, ryska: Пистолет-пулемёт Шпагина, ППШ) var en sovjetisk typ av kulsprutepistol som användes i stor skala under andra världskriget. Den konstruerades av Georgij Sjpagin för att vara ett billigare alternativ till PPD-40, som var dyr och tidskrävande att tillverka.
PPSj-41 tillverkades först under finska vinterkriget (1939-1940) efter krav från de sovjetiska trupperna i Finland. Detta krav grundades på att sovjetstyrkorna märkt av en underlägsenhet i skogsmiljö när de mötte de finska styrkornas kulsprutepistoler. Den billigare och enklare PPSj kunde tillverkas i större upplagor än PPD-varianterna och kom därför snabbare ut på förbanden. Kulsprutepistoler hade blivit populära efter första världskriget och blev viktiga för krigföringen under andra världskriget. Nästan alla kulsprutepistoler använde under andra världskriget 9 mm ammunition efter tysk förlaga (9 × 19 mm Parabellum). PPSj använde 7,62 × 25 mm Tokarev som var en betydligt kraftigare ammunition och framförallt användbar på mycket längre avstånd.
Under de stränga ryska krigsvintrarna 1942-44 blev PPSj populärast (på båda sidor), då den till skillnad från tyska och andra motsvarigheter fungerade utan oljesmörjning och därmed var den enda smidiga/användbara kulsprutepistolen i extrem kyla. När vapenoljan frös till trögt beck och tyska standardkulsprutepistolen MP 40 blev svåranvändbar, övergick tyskarna i stor utsträckning till mängderna av erövrade PPSj-41 från de många tidiga segrarna under det ryska fälttåget. Tyskarna kunde då också använda sin egen 7,63 × 25 mm Mauser-patron i vapnen.
PPSj slutade tillverkas 1950 i Ryssland, och hade då producerats i cirka 10 miljoner exemplar. Man fortsatte dock att tillverka kopior av vapnet i Kina.

## Varianter
- LTD PPSH41 är en modern icke-militär klon konstruerad för halvautomatisk eldgivning. Vapnet har fast trästock och tillverkas av Luxembourg Defence Technology för den civila samlar- och sportskyttemarknaden.[1]

## Populärkultur
I den brittisk/tyska krigsfilmen Järnkorset från 1977 använder huvudpersonen, den tyske soldaten Rolf Steiner, en PPSj-41 som sitt signaturvapen.

## Användare
Nuvarande:
- Albanien
- Angola
- Nordkorea: Gjorde licensierade kopior under beteckningen "Typ 49".
- Syrien

Före detta:
- Afghanistan: Tidigare i tjänst för den afghanska armén på 1980-talet. Användes även av olika självförsvarsgrupper.
- Bulgarien
- Oberoende staten Kroatien
- Kuba
- Kina
- Tjeckoslovakien
- Estland
- Finland
- Georgien
- Guinea
- Guinea-Bissau
- Ungern
- Irak
- Indonesien
- Iran
- Laos
- Libanesiska kommunistpartiet
- Lesotho
- Mongoliet
- Nazityskland
- Polen
- Rumänien
- Sierra Leone
- Somalia
- Sydkorea
- Sovjetunionen
- USA
- Nordvietnam
- SFR Jugoslavien
- Tanzania
- Zimbabwe
- Österrike
- Östtyskland